# Veseleanka (Hrîhorivka), Zaporijjea
Veseleanka (în ucraineană Веселянка) este un sat în comuna Hrîhorivka din raionul Zaporijjea, regiunea Zaporijjea, Ucraina.

## Demografie
Componența lingvistică a localității Veseleanka
     Ucraineană (91,63%)
     Rusă (7,84%)
Conform recensământului din 2001, majoritatea populației localității Veseleanka era vorbitoare de ucraineană (91,63%), existând în minoritate și vorbitori de rusă (7,84%).